# NGC 277
NGC 277 est une galaxie lenticulaire ou peut-être elliptique située dans la constellation de la Baleine. NGC 277 a été découverte par le l'astronome prussien Heinrich d'Arrest en 1864.

## Caractéristiques
Sa vitesse par rapport au fond diffus cosmologique est de 3 958 ± 27 km/s, ce qui correspond à une distance de Hubble de 58,4 ± 4,1 Mpc (∼190 millions d'al).
À ce jour, une mesure non basée sur le décalage vers le rouge (redshift) donne une distance d'environ 91,000 Mpc (∼297 millions d'al). Cette valeur est loin à l'extérieur des valeurs de la distance de Hubble. Notons cependant que c'est avec la valeur moyenne des mesures indépendantes, lorsqu'elles existent, que la base de données NASA/IPAC calcule le diamètre d'une galaxie.
En raison d'une brillance de surface égale à 14,26 mag/am2, on peut qualifier NGC 277 de galaxie à faible brillance de surface (LSB en anglais pour low surface brightness). Les galaxies LSB sont des galaxies diffuses (D) avec une brillance de surface inférieure de moins d'une magnitude à celle du ciel nocturne ambiant.